# Saint-Didier (Nièvre)
Saint-Didier è un comune francese di 35 abitanti situato nel dipartimento della Nièvre nella regione della Borgogna-Franca Contea.

## Società

### Evoluzione demografica
Abitanti censiti